# Anne Turner
Anne Turner (Hinxton, 5 gennaio 1576 – Tyburn, 15 novembre 1615) è stata un'assassina inglese. Svolse un ruolo chiave nell'omicidio di Thomas Overbury, per cui fu condannata e giustiziata. Il caso di avvelenamento divenne celebre e se ne riscontrano tracce nella letteratura inglese del primo XVII secolo.

## Biografia
Anne nacque nel Cambridgeshire, figlia di Thomas e Margaret Norton. Considerata di bell'aspetto, sposò il medico George Turner e rimase vedova nel 1610. Dopo la morte del marito intraprese una relazione con Sir Arthur Mainwaring e in un momento imprecisato dei primi anni 1610 divenne dama di compagnia di Frances Howard.
Anne Turner facilitò la relazione extraconiugale tra la Howard e Robert Carr, che portò inevitabilmente a un deterioramento dei rapporti con il marito, il conte dell'Essex. Dopo i continui rifiuti di giacere con lui, Essex chiese l'annullamento del matrimonio, adducendo come motivazione la mancata consumazione. Prossima ad essere libera da legami coniugali, la Howard desiderava sposare Carr, che però non ottenne l'approvazione del suo mentore, Sir Thomas Overbury. Per facilitare le nozze Henry Howard, I conte di Northampton e Anne Turner cercarono di screditare Overbury e misero in giro delle accuse infondate che portarono all'arresto dell'uomo.
Dopo la morte del marito, Anne Turner si era reinventata con successo e gestiva una "case di malaffare" a Paternoster Road e Hammersmith, dove amanti clandestini o prostitue e clienti potevano affittare stanza ad ore. Inoltre gestiva anche il lucrativo monopolio dell'amido di zafferano, usato come tintura per abiti di moda. Fu grazie a questa seconda attività che riuscì a procurarsi diversi veleni, tra cui l'arsenico, la cantaridina e il cloruro mercurico; le sostanze furono mischiate a diverse vivande che furono poi spedite a Overbury nella Torre di Londra, dove le mangiò e morì avvelenato nel settembre 1613.
Due anni più tardi il caso venne alla luce e la Turner ed altri complici finirono sotto processo, presieduto da Edward Coke e Francis Bacon. Dato che le prove erano schiaccianti, la Turner confessò in fretta e fu condannata a morte da Coke, che la definì "una sgualdrina, una prosseneta, una fattucchiera, una strega, una papista, una criminale e un'assassina". Ordinò inoltre che fosse impiccata con addosso i polsini e la gorgiera gialla di sua invenzione, capi di abbigliamento indossati anche dal boia al momento dell'esecuzione. Anne Turner fu strangolata per impiccagione a Tyburn il 15 novembre 1615.

## Nella cultura di massa
Immediatamente dopo il processo, l'accaduto cominciò ad essere portato in scena in diverse opere teatrali, in cui la Turner presenziava come personaggio sotto diversi nomi. La prima di queste tragedie, l'anonima The Widow, fa riferimento ai polsini gialli con cui la Turner fu impiccata. Altre opere simili furono le commedie di Robert Davenport The City Nightcap e A New Trick to Cheat the Devil e il masque di Thomas Middleton The World Tossed at Tennis.
Nel XIX secolo Anne Turner viene menzionata da Sir Walter Scott ne La fortuna di Nigel e da Nathaniel Hawthorne ne La lettera scarlatta, in cui si fa riferimento all'assassina e alle sue gorgiere colorate con l'amido giallo.